# Consonne fricative labio-dentale voisée
Cette page contient des caractères spéciaux ou non latins. S’ils s’affichent mal (▯, ?, etc.), consultez la page d’aide Unicode.
La consonne fricative labio-dentale voisée est un son consonantique très fréquent dans de nombreuses langues. Le symbole dans l’alphabet phonétique international est [v]. Ce symbole représente la lettre latine V minuscule.
Dans certaines langues, comme les langues slaves (on parle alors de consonne mouillée), il peut être palatalisé [vʲ].

## Caractéristiques
Voici les caractéristiques de la consonne fricative labio-dentale voisée :
- Son mode d'articulation est fricatif, ce qui signifie qu’elle est produite en contractant l’air à travers une voie étroite au point d’articulation, causant de la turbulence.
- Son point d’articulation est labio-dental, ce qui signifie qu'elle est articulée avec la lèvre inférieure et les dents de la mâchoire supérieure.
- Sa phonation est voisée, ce qui signifie que les cordes vocales vibrent lors de l’articulation.
- C'est une consonne orale, ce qui signifie que l'air ne s’échappe que par la bouche.
- C'est une consonne centrale, ce qui signifie qu’elle est produite en laissant l'air passer au-dessus du milieu de la langue, plutôt que par les côtés.
- Son mécanisme de courant d'air est égressif pulmonaire, ce qui signifie qu'elle est articulée en poussant l'air par les poumons et à travers le chenal vocatoire, plutôt que par la glotte ou la bouche.

## En français
Le français possède le [v], comme dans le mot avec. Il s’écrit v ou, dans les mots d'origine allemande, w[réf. souhaitée].

## Autres langues
L'italien possède le [v], par exemple dans les mots vado, volto et povero.
Certaines langues qui ne possèdent pas le [v], comme le japonais, la majorité des dialectes chinois et plusieurs langues indo-aryennes, la prononcent comme une consonne occlusive bilabiale voisée (bb) ou une consonne spirante.
En grec moderne, la lettre upsilon placée après alpha et epsilon se prononce ainsi devant β, γ, δ, ζ, λ, μ, ν, ρ et voyelles. La lettre bêta se prononce également ainsi depuis l'époque byzantine.